# 간첩 행위
간첩 행위(間諜行爲, 영어: espionage, spying, intelligence gathering)는 적대 세력 등의 정보를 얻기 위해 해당 지역에서는 불법으로 적의 정보를 얻는 첩보활동을 의미하며, 해당지역에서 이들을 체포하면 간첩죄를 적용하여 처벌한다. 특정 국가 또는 단체의 정보를 수집, 정탐하여 자국이나 자신의 단체나 기관에 제공한다. 과거에 첩보는 합법적 활동을 의미하고 간첩은 불법적 활동이라고 구분했지만, 21세기 현재에 각국가의 법과 제도에 따라 첩보와 간첩 활동을 명확히 구분하기는 어렵다. 이러한 행위를 하는 자를 간첩(間諜) 또는 세작이라 하며, 상황이나 관점에 따라 첩보원, 공작원(工作員), 스파이(spy), 비밀요원(秘密要員, secret agent) 등 여러 호칭으로 불린다. 간첩의 활동 분야는 군사, 경제, 산업 분야 등 여러 분야이다. 특히 산업관련 특허나 설계도 등을 빼어서 다른 나라나 다른 회사에 넘기는 자를 산업스파이라고 호칭하며, 국외로 빼돌리는 경우 대한민국에서는 국가정보원이 이를 수사관리하고 있다. 구약성서의 여호수아 2장 1절에서 24절에도 여리고성에서 활동한 간첩들과 이들에게 협조한 라합의 서사(Narrative)가 나올 정도로 전쟁사에서 간첩의 역사는 길다.
간첩이나 첩보 업무는 정부기관이 중심이었던 과거와 달리 앞으로 독립적인 외부청부인과 사립탐정에 의존하리라고 예상한다. 이같은 "정보의 외주화"를 위한 기초는 이미 '정치적 리스크 분석'에서 '기술 정보 조사'에 이르기까지 온갖 문제를 전문적으로 취급하는 소규모 사설 흥신소나 사립탐정사무소 등의 확산이 그 배경이다. 이들 대부분이 전직 고위관리나 정보기관 요원을 고용한다. 미국의 첩보기관인 CIA 국장을 지낸 콜비는 CIA를 그만둔 후 워싱턴에서 독자적인 회사를 설립했다. 콜비는 "감정사업은 정보업무와 유사한 데가 많다"고 말했다.

## 한국

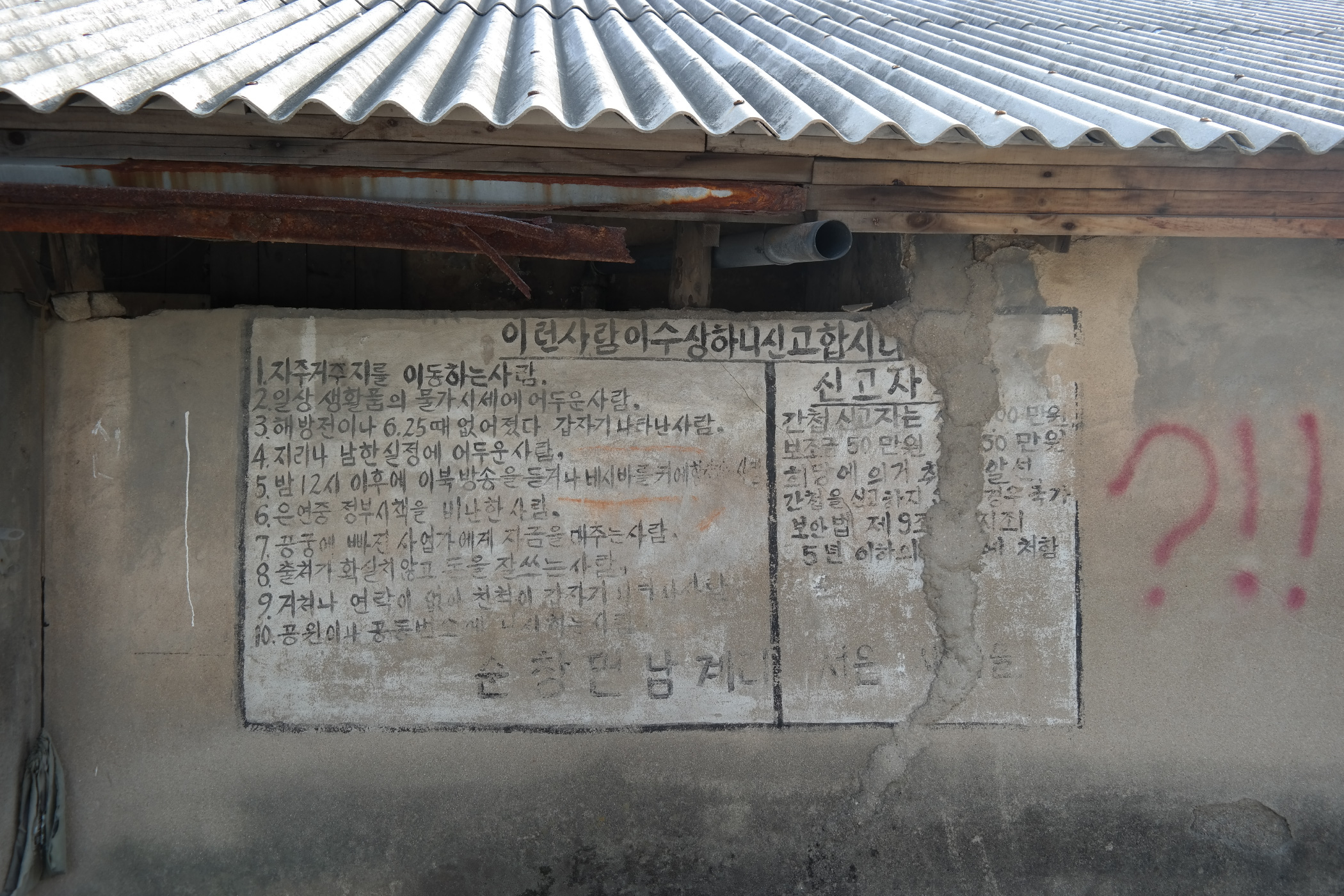
오래된 건물 벽에 쓰여 있는 거동수상자 신고안내문

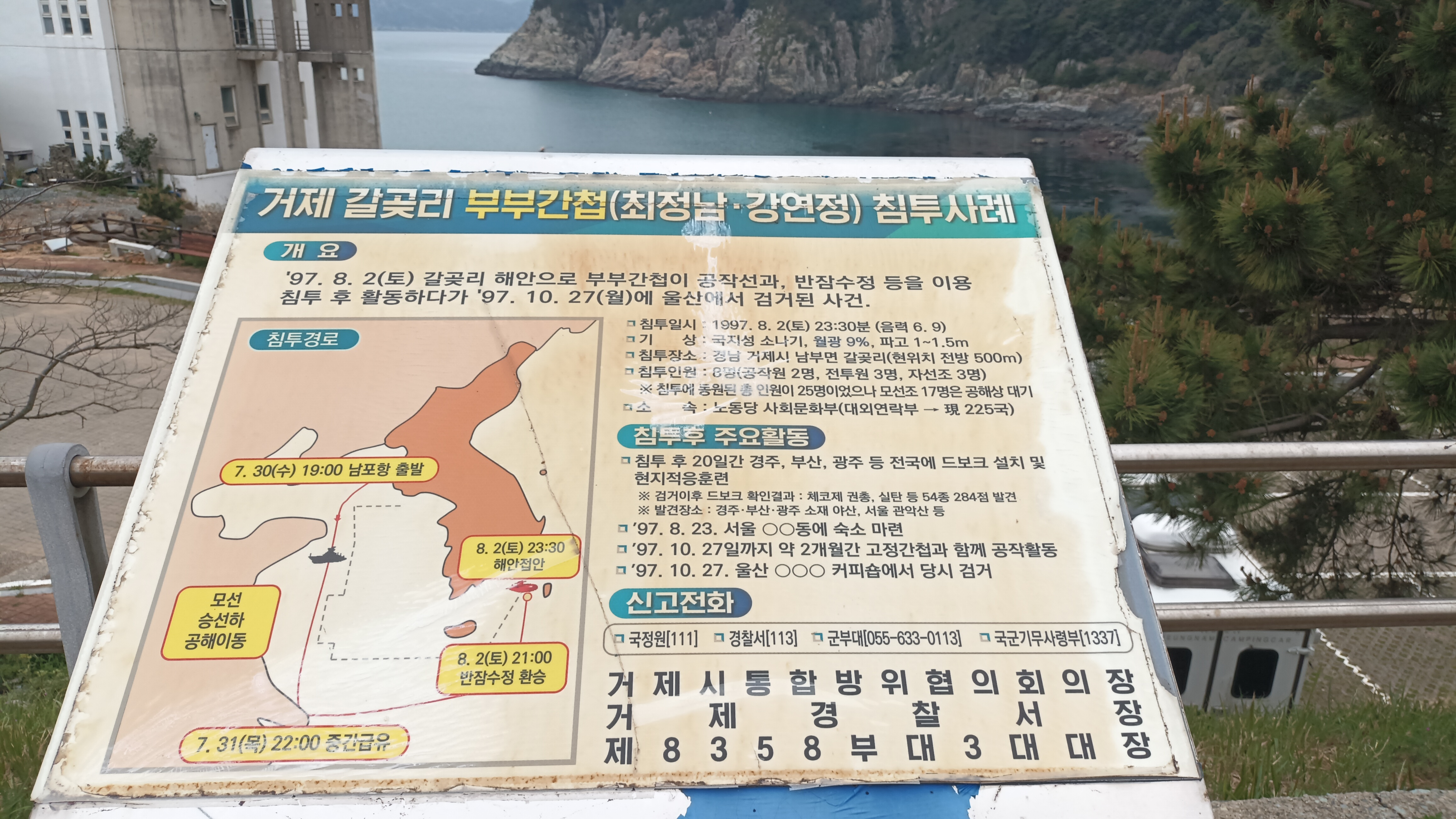
최정남·강연정 부부간첩 사건 당시 간첩들의 활동 안내판

대한민국과 조선민주주의인민공화국 사이에 발생한 간첩사건은 한국전쟁 이후 여러 차례 있었다.

### 조선민주주의인민공화국측 간첩
- 한국전쟁 직후에 고정간첩들이 활약한 시기에는 조선로동당 당원들이 대한민국 내에 안정적으로 거주하며 간첩활동을 했다.
- 1954년 1월 25일 대한민국의 경제 혼란 및 선거 방해 목적으로 남파 간첩단이 체포되었다. 이들은 한국전쟁 직후 국가검열상 김원봉의 지휘한 것으로 밝혀졌다.[2]

- 1968년 1·21 사태

북한 내 강경파가 게릴라 세력을 대량 남파한 시기인 1960년대 말이 무장간첩사건의 정점이었다. 31명의 무장 게릴라가 청와대 습격을 한 적이 있었으며, 이 사건의 가담자 중 김신조만 살아남았다. 울진과 삼척 등지에서도 간첩 사건이 있었다.
- 전향 간첩이 가족 문제로 다시 간첩 활동을 하는 예가 있었다.[3]
- 2010년 북한의 지령을 받고 간첩 행위를 한 전직 한총련 간부가 불구속 기소되었다.[4]

1990년 이후 조선민주주의인민공화국에 의해 대한민국에서 발생한 주요 간첩 관련 사건은 다음과 같다.
- 1992년 10월 황인오 사건 - 조선노동당 중부지역당 사건. 노동당 정치국 후보위원인 이선실에게 포섭되어, 1990년 입북한 뒤 북측의 지령으로 조선노동당 중부지역당을 결성하였다.[누가?]
- 1992년 10월 김낙중 사건 - 조선노동당 중부지역당과 관련, 남파공작원으로부터 공작금 210만달러를 받고 지령에 따라 민중당에 입당하였다.[누가?]
- 1994년 7월 안재구 등 남조선 지하당 구국전위 사건 - 일본에 파견된 북한 공작원과 접선한 뒤 구국전위를 구성하여, 공작금 2억9천만 원 수수. 국내 정치, 노동, 학원가 상황을 북측에 보고하였다.[누가?]
- 1997년 8월 최정남·강연정 부부간첩 사건
- 1997년 11월 서울대 고영복 교수 등 부부간첩단 사건 - 고영복 교수는 1961년 북한에 포섭된 후 36년간 최정남 씨 부부 등 북한 공작원 6명을 접촉하며 고정간첩으로 활동하였다.
- 1999년 5월 범청학련 남측본부 정책실장 이우신 인터넷이용 간첩사건 - 범민련, 범청학련 북측본부 및 조총련에, 미국의 5027 작전계획 등 군사기밀과 국내 군(軍) 훈련 상황을 인터넷 등으로 북에 넘겼다.
- 2003년 8월 민주노동당 고문 강태운 사건 - 일본 거주 공작원인 박춘근에게 포섭되어, 10회에 걸쳐 민노당 관련 자료 및 국내정세를 분석, 우송하였다.[누가?] 국보법상 간첩, 회합통신, 금품수수 등으로 징역 6년에 자격정지 4년, 추징금 2000여만 원이 선고되었다.
- 2008년 8월 27일 30대 여간첩 사건 - 북한에서 위장탈북하고 경찰관과 결혼한 30대 여간첩 원정화가 군기밀을 E메일로 통해 북한으로 빼돌렸다.[5]

### 대한민국측 간첩
- 1972년까지 대한민국에서 북한에 파견한 공작원 중 사망한 사람은 총 7726명[6]이다.
- 북파공작원

## 간첩 식별 요령
아래는 대한민국의 공공 기관에서 발간한 간첩(남파공작원)을 식별하는 방법이다. 과거 1960년대~1970년대에는 마을 구장들이 '간첩 식별 요령' 전단지나 '거동 수상자 신고 방법' 전단지를 주민들에게 나누어 주기도 했다. 과거의 전단지에는 "밤중에 이북 방송을 듣는 사람"이나 "밤 12시를 전후하여 무전치는 소리가 들리는 집"과 같이 난수 방송을 언급하는 내용도 있다. 인터넷 커뮤니티 사이트에서는, 이 간첩 식별요령을 이용해 현 정치인들의 행태를 꼬집는 풍자글을 올리기도 했다.
- 월북자, 행방불명자, 밀항자 등의 국내 연고지를 수소문하고, 재북가족의 사진, 편지 등 안부를 전하면서 은밀히 접근해 오는 사람
- 중국동포 또는 탈북자 출신 무역업자 등으로 행세하면서 이산가족들을 대상으로 재북가족 상봉을 은밀히 권유하는 사람
- 남북경험, 학술교류 등을 구실로 수시 방북하면서 북한 체제를 찬양 또는 미화하고 함께 통일 사업을 하자고 제의해 오는 사람
- 해외 이민자중 특별한 목적 없이 국내 체류하며 국내 연구소, 국가 안보 시설물에 대한 각종 공개자료 등 수집 및 사진촬영을 하는 사람
- 이민, 유학, 여행 등 장기간 해외 체류 후 귀국하여 남북한 문제에 관심을 갖고 관련 단체에서 활동하면서 은연중에 북한을 찬양하는 사람
- 중국 동포나 산업연수생, 외국인 등 신분으로 입국했음에도 우리 표준말을 능숙히 구사하며 한국의 정치․군사에 관심이 많고, 체제도전 지식인, 학원․노동 운동권 등에 접근을 시도하는 사람
- 밀입국 또는 탈북 여성으로서 뚜렷한 이유 없이 외출이 잦고 취업, 생활문제 보다 국내정세에 관심을 보이는 사람
- 여관·여인숙·고시원 등에 단기 체류하는 자(20~30대)가 상식적으로 이해하기 어려운 행동을 하는 경우. 1995년 충남 부여군 무장간첩 침투 당시 무장간첩은 대전 지역의 여인숙에 투숙하면서 권총 등 무기류가 보관된 자신들의 가방에 쇠사슬을 묶어 고정하였다.
- 월북자, 행방불명자, 밀항자 등의 국내연고지를 수소문하고, 재북 가족의 사진, 편지 등 안부를 전하면서 은밀히 접근해 오는 사람
- 수시로 PC방을 바꿔가면서 외국 포탈사이트 이메일과 메신저 등을 이용,  숫자․특수문자로 구성된 문서를 전송하거나 채팅하는 사람
- PC방에서 프락시 서버를 이용하여 접근이 불가능한 인터넷 북한 관련 사이트를 서핑하거나 이메일을 전송하는 사람
- 20~30대 청년으로 휴대폰, 자판기, 버스 카드의 사용법, 담배 값 등을 잘 알면서도 실제 사용이 서툴거나 신용카드 사용을 꺼리는 사람
- 무심결에 북한 말(문화어; 동무, 로동자, 위생실, 군관, 남새, 냉동고, 공민증 등)를 사용한 후 당황해 하거나 중국동포 또는 탈북자로 행세하는 사람
- 100달러짜리 고액권을 다량으로 소지하고 있고 암달러상을 통해 한꺼번에 다액을 환전하는 사람
- 주민등록증이나 운전면허증 등을 여러 개 가지고 있거나 행색․태도 등에 어울리지 않는 신분증을 가지고 있는 사람
- 주요 간첩사건 발생 직후 특별한 연고나 목적이 없으면서도 갑자기 해외로 출국하여 장기간 입국하지 않거나 해외에서 전화 등으로 국내 부동산이나 소유재산을 처분해 줄 것을 부탁하는 사람
- 신분 확인 절차를 필요로 하는 비행기 등의 이용을 기피하고 KTX 등 새로운 운송수단 이용을 꺼리는 사람
- 그믐 등 달빛이 없는 야간에 해안가에서 배회하거나 젖은 옷차림, 스쿠버다이버 차림으로 야간에 해안으로 상륙하는 사람
- 주요 산업시설, 군사시설 등에 깊은 관심을 나타내면서 카메라 등을 이용하여 시설을 촬영하거나 인근 소재 식당, 숙박업소 등에서 일하면서 손님들의 대화를 몰래 엿듣는 사람
- 야간에 해안가에서 바다를 향해 손전등으로 신호하거나 돌 등을 부딪쳐 신호음을 내는 사람
- 등산을 하면서 불필요한 짐(삽, 호미 등)을 소지하고 있거나 묘지, 기념탑, 큰 나무, 바위 등 표시가 될 만한 지점에 O, V, X와 같이 이상한 표시를 하고 물건을 몰래 파묻거나 꺼내오는 사람
- 공원 등지의 상징물이나 장기간 변동가능성이 없으면서 쉽게 찾을 수 있으나 평소 일반인의 출입이 잦지 않는 건축물 또는 나무, 조형물을 이유 없이 사진을 촬영하는 사람
- 건물 옥상이나 고속도로 휴게소 등 개활지에서 공중을 향해 통신으로 보이는 행위를 하거나, 사업 상담 등을 가장하여 인터넷을 이용하여 외국에 이메일을 주고받는 행동을 하는 사람
- 권총, 무전기, 난수표, 독침, 독약앰플 등을 가지고 있는 사람

간첩 신고는 주로 111, 112를 사용하며, 신고 포상금은 간첩 신고시 최고 1억원, 간첩선(間諜船) 신고 시 최고 1억 5천만원이다.

## 같이 보기
- 간첩죄
- 김정일정치군사대학
  - 김현희
- 해외에서의 중국 첩보 활동(영어판)
- 미국 내 중국 간첩행위(영어판)
  - 미국 내 중국 스파이 사건 일람(영어판)
- 훙커
- 우마오당